# 에스타디 무니시팔 데 몬틸리비

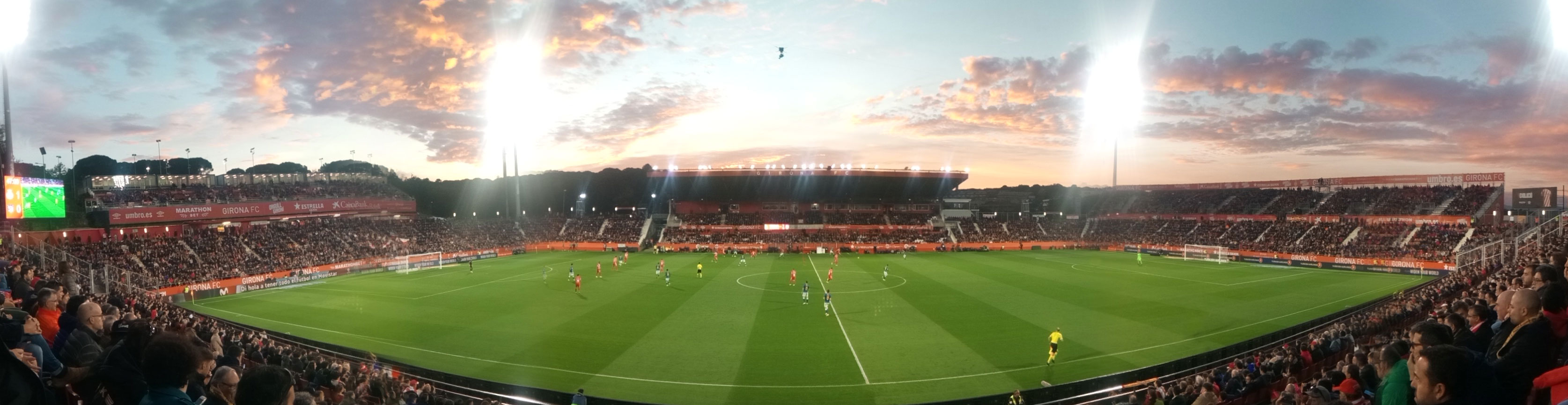
경기가 진행중인 몬틸리비 내부 전경

몬틸리비 시립 경기장(카탈루냐어: Estadi Municipal de Montilivi)은 스페인 카탈루냐 주 지로나에 있는 다목적 경기장이다. 이 경기장에서 주로 축구 경기가 열리며, 지로나의 안방 구장이다. 이 구장은 1970년에 완공되어 개장되었다. 몬틸리비 구장은 현재 14,624명의 관중을 수용할 수 있다.

## 역사
몬틸리비 경기장의 측면 스탠드는 본래 2010년 6월에 개장되기로 했지만, 공기보다 7개월 늦게 완공되었다. 또한 이 때까지도 출입구가 완공되지 않아 경기장은 2009-10 시즌에 사용되지 않았다. 2011년 3월 2일, 측면 경기장이 처음으로 개장해 본격적으로 출입이 가능하게 되었고, 이날 9,285명의 관중이 경기장을 찾았다.
2012년 3월 12일, 지로나 시의회는 지로나에게 30년 임차하기로 합의했고, 총 50년까지 기한을 연장할 수 있도록 결정했다.
라 리가 사상 첫 승격을 이룩한 후, 지로나의 구장은 13,450명을 수용할 수 있도록 확장되었다. 그러나, 수용 인원은 이후 11,810명으로 줄어들었다.
지로나는 몬틸리비를 2018년 월드컵 개최 후보 경기장 목록에 올렸다. 그러나, 공식적으로 최종 개최 경기장 후보에 오르기 전에, 경기를 유치할 확률이 희박하다고 판단한 지로나는 중도에 철회했다.

## 주요 경기
| 날짜             | 대회                 | 팀1               | 결과 | 팀2          |
| ---------------- | -------------------- | ----------------- | ---- | ------------ |
| 2018년 9월 6일   | 국제 친선경기        | 트리니다드 토바고 | 2–0  | 아랍에미리트 |
| 2019년 3월 25일  | 비공식 국제 친선경기 | 카탈루냐          | 2–1  | 베네수엘라   |
| 2022년 5월 25일  | 비공식 국제 친선경기 | 카탈루냐          | 6–0  | 자메이카     |
| 2022년 11월 9일  | 국제 친선경기        | 멕시코            | 4–0  | 이라크       |
| 2022년 11월 16일 | 국제 친선경기        | 멕시코            | 1–2  | 스웨덴       |